# Нагр-е Міян (дегестан)
Нагр-е Міян (перс. نهرمیان) — дегестан в Ірані, у бахші Заліян, в шагрестані Шазанд остану Марказі. За даними перепису 2006 року, його населення становило 9741 особу, які проживали у складі 2401 сімей.

## Населені пункти
До складу дегестану входять такі населені пункти:
- Багмані
- Ґоль-е Зард-е Калье
- Джалаєр
- Загірабад-е Нагр-е Міян
- Калле-є Нагр-Міян
- Кальечі-є Бала
- Кальечі-є Паїн
- Кара-Боньяд
- Катіран-е Бала
- Катіран-е Паїн
- Кус-Алі
- Куш-Таппе
- Мазрае-є Хатун
- Морварід-Дарре
- Нагр-е Міян
- Саварабад-е Олія
- Санґ-е Сефід
- Тадж-е Довлатшаг
- Хейрабад
- Чака-Сіяг